# Napeogenes glycera
Napeogenes glycera is een vlinder uit de familie Nymphalidae. De wetenschappelijke naam van de soort is voor het eerst geldig gepubliceerd in 1899 door Frederick DuCane Godman.